# Ernesto Benedettini
Ernesto Benedettini (Ciudad de San Marino; 5 de marzo de 1948) es un político de San Marino. Ha ocupado el cargo de Capitán Regente de San Marino dos veces. 
Miembro del Partido Demócrata Cristiano Sanmarinense (PDCS) desde 1968, Benedettini ocupó diversos cargos en el partido. Él fue Capitán de Castillo (un cargo equivalente a Alcalde y que desde 1979 es elegido por sufragio universal) de Borgo Maggiore desde 1984 hasta 1988. 
En 1988 fue elegido miembro del Consejo Grande y General de San Marino, y desde entonces no ha dejado de ser miembro del Consejo mediante sucesivas reelecciones.
Benedettini fue elegido por primera vez Capitán Regente de San Marino para el período del 1 de abril al 1 de octubre de 1992.
El 16 de septiembre del 2008 Benedettini fue elegido Capitán Regente de San Marino por segunda vez en su vida, en esta ocasión para el período que comenzó el 1 de octubre del 2008 y terminó el 1 de abril del 2009.
En las elecciones para el Consejo Grande y General, celebradas el 4 de junio del 2006; el Partido Demócrata-Cristiano de Benedettini obtuvo el 32,91% de los votos y 21 miembros en el Consejo (incluido Benedettini), siendo el partido más votado.
- Datos: Q878358